# Nakagawa (Nagoja)
Nakagawa (jap. 中川区 Nakagawa-ku) – dzielnica Nagoi, stolicy prefektury Aichi. Dzielnica została założona 1 października 1937 roku. Położona we wschodniej części miasta. Graniczy z dzielnicami: Nakamura, Naka, Atsuta i Minato, miastem Ama i miasteczkami Ōharu i Kanie.